# Sandalodes bernsteini
Sandalodes bernsteini är en spindelart som först beskrevs av Tord Tamerlan Teodor Thorell 1881.  Sandalodes bernsteini ingår i släktet Sandalodes och familjen hoppspindlar. Inga underarter finns listade i Catalogue of Life.